# Harald Nævdal
Harald Nævdal ist ein norwegischer Heavy-Metal-Gitarrist und -Liedtexter. Er wurde vor allem durch sein Engagement bei Immortal bekannt. Zudem gründete er Amputation, brachte sich als Autor bei I ein und veröffentlichte ein Soloalbum unter dem Namen Demonaz.

## Leben
Nævdal gründete 1989 die kurzlebige Death-Metal-Band Amputation, die es auf zwei Demos brachte. Anschließend gründete er gemeinsam mit Abbath die Band Immortal und legte sich den Künstlernamen „Demonaz“ bzw. „Demonaz Doom Occulta“ zu. Auf den ersten vier Studioalben bis einschließlich Blizzard Beasts war er auch Gitarrist. Aufgrund einer unheilbaren Sehnenscheidenentzündung, die es ihm unmöglich machte, weiterhin Gitarre zu spielen, verantwortete er ab diesem Zeitpunkt wie zuvor sämtliche Liedtexte und kümmerte sich zudem um das Management der Band.
Nach einem Gerichtsverfahren 2014 (mit Abbath als Prozessgegner) wurden ihm gemeinsam mit Reidar Horghagen („Horgh“) die Nutzungsrechte am Bandnamen zugesprochen. Bei einem weiteren Verfahren 2020 wurde seinem Prozessgegner Horghagen dieses Recht bestätigt.
Für das erste Studioalbum der norwegischen Metal-Band I (Nuclear Blast, 2006) steuerte er die Texte bei. Bei demselben Musiklabel erschien 2011 auch sein Soloalbum March of the Norse, im selben Jahr beteiligte er sich zudem am Album Noregs vaapen von Taake.
Im Jahr 2008 war er im US-Dokumentarfilm Until the Light Takes Us zu sehen.

## Diskografie

### Mit I
- 2006: Between Two Worlds

### Mit Demonaz
- 2011: March of the Norse